# ǃKheis Local Municipality
ǃKheis (englisch ǃKheis Local Municipality) ist eine Lokalgemeinde im Distrikt ZF Mgcawu der südafrikanischen Provinz Nordkap. Der Sitz der Gemeindeverwaltung befindet sich in Groblershoop. Bürgermeister ist Andries Leon Diergaardt.
ǃKheis ist das Khoi-Wort für „Ein Platz zum Leben“ bzw. „Heimat“. Die Khoi waren die ersten permanenten Bewohner des Gebietes.

## Städte und Orte
- Boegoeberg
- Gannaput
- Groblershoop
- Grootdrink
- Wegdraai

## Bevölkerung
Im Jahr 2011 hatte die Gemeinde 16.637 Einwohner. Davon waren 85,4 % Coloured, 6,9 % schwarz, 5,4 % weiß und 1 % Inder bzw. Asiaten. Gesprochen wurde zu 92,9 % Afrikaans, zu 1,8 % Setswana und zu 1,1 % Englisch.